# 1964년 동계 올림픽 대한민국 선수단
1964년 동계 올림픽 대한민국 선수단은 오스트리아 인스브루크에서 개최된 1964년 동계 올림픽에 참가한 올림픽 대한민국 선수단이다. 총 7명의 선수가 세 가지 종목에 출전하였으나 저조한 성적으로 메달권 진입에는 실패하였다. 이 대회의 최고성적은 스피드스케이팅 5000m 종목에서 최영배 선수가 기록한 19위이다.
이번 대회에서 대한민국 선수단은 이전처럼 한국(Korea)이라는 국명으로 여전히 출전하였고, 조선민주주의인민공화국 선수단은 '북한'(North Korea)이라는 국명으로 출전해야 했다.

## 배경
지난 대회와는 달리 이번에는 대회를 불과 보름을 앞두고도 선수단 규모에 대해 결정되지 못하는 등 혼전이 있었다. 처음에는 사상 처음으로 20명 규모로 계획되던 선수단 규모는 1964년 1월 9일 선수 9명, 임원 9명에 총 18명을 파견하기로 책정되었다.
하지만 국내 외환 사정이 좋지 않다는 의견으로 임원 2명을 줄였고, 1월 15일에는 정부 측에서 선수 2명에 임원 3명, 총 5명을 다시 줄여 11명으로 선발하라고 지시하였다. 이에 대한올림픽위원회 측은 "수확은 기대하기 어렵지만 북괴(조선민주주의인민공화국)가 올림픽에 처음 나오는 기회라는 점에서 보내야 한다"며 15명으로 재요구하였다. 그러나 최종적으로는 정부 안이 그대로 받아들여져 11명 규모의 선수단을 파견하게 되었다.
1964년 1월 20일에는 대한올림픽위원회가 인스부르크 선수단에 재일교포 출신 스키 선수인 조영석 선수를 추가로 합류시킨다고 발표하였으나, 어째서인지 본 경기에는 출전하였다는 기록이 없다.
선수단은 1964년 1월 23일 항공편을 통해 일본으로 향했고, 이후 1월 27일에는 열차편을 통해 오스트리아 인스부르크 현지에 도착했다. 당시 서독 주재 대한민국 대사관 참사관과 현지 유학생 등이 대한민국 선수단을 맞이하였다. 이후 이들은 선수촌에 입촌하였는데, 대한민국 선수단은 제1동 8층에 입촌하는 한편, 4층에는 조선민주주의인민공화국 선수단이 입촌하였다고 전한다.

## 종목별 성적

### 스피드스케이팅
남자부
| 선수   | 종목   | 기록    | 순위 |
| ------ | ------ | ------- | ---- |
| 최영배 | 500m   | 44.8    | 42   |
| 최영배 | 1500m  | 2:20.3  | 40   |
| 최영배 | 5000m  | 8:03.4  | 17   |
| 최영배 | 10000m | 17:31.3 | 31   |
| 최남윤 | 1500m  | 2:30.2  | 52   |
| 최남윤 | 5000m  | 8:28.0  | 36   |

여자부
| 선수   | 종목  | 기록   | 순위 |
| ------ | ----- | ------ | ---- |
| 김혜숙 | 500m  | 49.6   | 20   |
| 김혜숙 | 1000m | 1:45.1 | 26   |
| 김귀진 | 1500m | 2:39.7 | 27   |
| 김귀진 | 3000m | 5:41.6 | 19   |

### 알파인스키
남자
| 선수   | 세부 종목 | 레이스    | 레이스 |
| 선수   | 세부 종목 | 기록      | 순위   |
| 조정수 | 대회전    | 2:55.74   | 77     |
| 김동복 | 대회전    | 예선 탈락 | -      |

### 크로스컨트리
남자부
| 선수   | 종목 | 기록      | 순위 |
| ------ | ---- | --------- | ---- |
| 양용옥 | 15km | 예선 탈락 | -    |
| 양용옥 | 30km | 2:28:54.7 | 66   |
| 양용옥 | 50km | 완주 못함 | -    |